# Club Deportivo Mensajero
El Club Deportivo Mensajero - La Palma es un club de fútbol de la ciudad de Santa Cruz de La Palma (La Palma, Canarias, España).
La historia del C. D. Mensajero comienza en los años 20 cuando un grupo de amigos jóvenes de Santa Cruz de La Palma deciden crear un equipo, eminentemente juvenil, para competir con el resto de equipos de la ciudad. Aunque su primer partido documentado data de marzo de 1924, el club marca su fundación el 6 de enero de 1922, fecha que, motu proprio, aporta a la distintas federaciones. 
Su historia reciente está firmemente marcada por la participación durante 10 años seguidos en la Segunda División B de España donde logró disputar dos fases de ascenso a Segunda División. También durante este período disputó algunas eliminatorias de Copa del Rey contra equipos de Primera División como el Real Betis Balompié, Celta de Vigo y la más recordada, contra el Atlético de Madrid. 
Después de descender a Tercera y a Preferente, el C. D. Mensajero resurge, volviendo a disputar durante dos años la Segunda División B y tras volver a la Tercera División de España, en el año 2021 consigue ascender a 2.ª RFEF, categoría de la que será fundador.
Cuenta con unos 400 socios.
Su histórico rival es la Sociedad Deportiva Tenisca, con el que disputaba el segundo derbi más importante de las islas Canarias, después del C. D. Tenerife - U. D. Las Palmas. Cabe destacar, que en 1983, los dos equipos protagonizaron unos de los partidos más violentos del fútbol español, según el Comité de Competición.

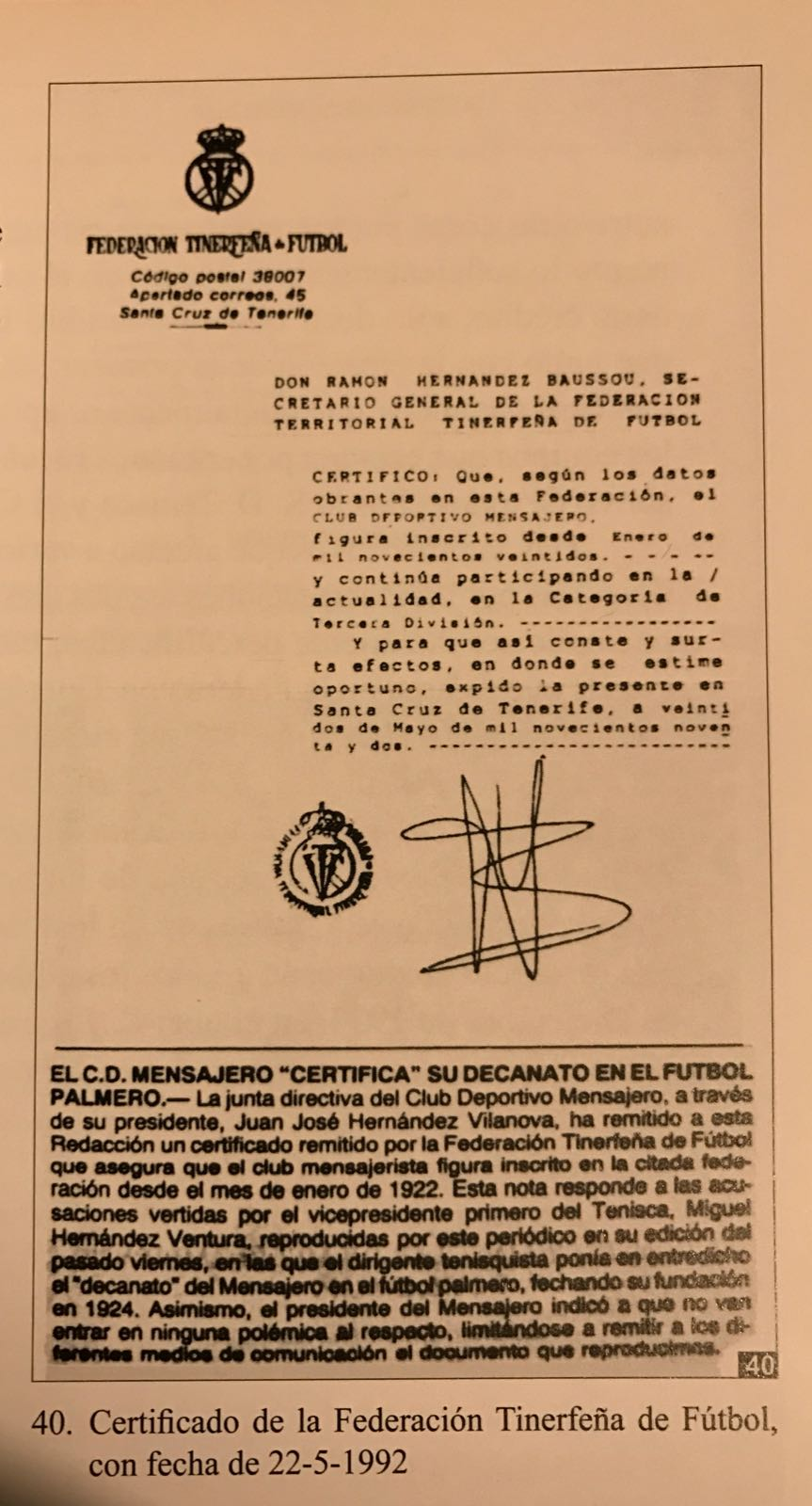
Certificado de la Federación Tinerfeña (fundada en 1931) con la autoproclamada fecha de fundación del CD Mensajero

## Historia

### Orígenes (periodo 1920-1930)
Hacia mediados de los años 1920 un grupo de amigos de Santa Cruz de La Palma deciden crear un equipo juvenil. Le dieron ya entonces el nombre de Mensajero aunque, según la tradición oral, es posible que hubiera un antecedente histórico que interrumpió su actividad. A pesar de que no existen registros oficiales de la época, el Mensajero, como entidad, autoproclama su fundación en enero de 1922, fecha que aparece en los registros federativos por haber sido aportada por el propio club con posterioridad. 
El Mensajero, cuyo primer partido registrado en marzo de 1924, vestía camiseta roja y pantalón blanco, y es a partir de la reorganización del fútbol insular, en 1931, cuando se adoptan los colores modernos, camiseta roja, pantalón negro y medias negras con vuelta roja (se desconoce el porqué de este cambio).

### Periodo 1930-1940
Hacia finales de 1930 la actividad local resurge espontáneamente y se reacondiciona el Campo de Bajamar, maltrecho al estar varios años inutilizado, único recinto en la ciudad donde juegan todos los clubes de Santa Cruz de La Palma. Vuelven los campeonatos locales así como el torneo donde intervienen los clubes de la isla, la Liga Insular, constituyéndose en julio de 1931 la Federación Tinerfeña de clubes de Foot-ball como escisión de la Federación Canaria constituida en 1926 quien, en principio, sólo alberga clubes de la isla de Tenerife. 
El 23 de diciembre de 1931 es elegida la nueva junta directiva del C. D. Mensajero, quedando Pelayo Díaz como presidente, Domingo Rodríguez como vicepresidente, Domingo Santos en el cargo de secretario y Gabriel Sosa en el puesto de contador. El Mensajero C. D., quien permuta su pantalón blanco por uno negro, durante este periodo adquiere nivel al contar con jugadores de más edad, algunos de ellos procedentes del desaparecido Palma A.C., consiguiendo en la temporada 33-34 ganar la Liga Insular por primera vez, campeonato donde habitualmente se encuentran los clubes de Santa Cruz de La Palma como el Aridane F. C., el Niágara F. C., el Acerina C. D. y el Tenisca C.B., los de la localidad de Los Llanos de Aridane; como el Aceró F. C. e Idafe F. C., y los conjuntos de Tazacorte; el Unión F. C. y el Tazacorte F. C., todos ellos inscritos en la Federación Tinerfeña en 1934 con motivo de la creación en esa fecha de un Subcomité  para la isla de La Palma que tendrá a su vez dos Comités de Competición, uno en Los Llanos y otro en Santa Cruz de La Palma, originándose con ello un grupo con sociedades catalogadas como de Tercera Categoría.
El título parece darle preferencia con los arrendatarios del Campo de Bajamar, el denominado Bajamar Club, cediendo estos los derechos al club rojinegro por lo cual el resto de clubes de la ciudad formalizan contratos privados con estos en las mismas condiciones que antaño. En la campaña 1934-35 repite título en la Liga Insular, enrareciéndose el ambiente político a partir de 1935 con la consiguiente disminución de encuentros en cuanto apenas unos meses antes habían pasado por la isla entidades importantes de Santa Cruz de Tenerife y de Las Palmas de Gran Canaria.
En julio de 1936 estalla la Guerra Civil y cualquier vislumbre de recuperación futbolística desaparece. La paralización deportiva es casi total, a excepción de algunos encuentros a finales de 1936 entre los clubes capitalinos -entre ellos el Mensajero C. D.- que se enfrentan a combinados militares.
Recién terminada la guerra, los clubes tardan en reorganizarse y son los equipos juveniles adscritos a la O.J.E. los que toman la iniciativa balompédica. Finalizando 1939 surge el Navarra, equipo combinado entre los que fueron jugadores del Mensajero C. D. y Tenisca C.B. antes del conflicto para poder jugar encuentros amistosos ante la ausencia del tradicional torneo local y de la Liga Insular. En 1940 aparece el Fomento F. C., club para juveniles donde intervienen jóvenes con fuertes vínculos con los dos grandes clubes de la ciudad. 

### Periodo 1940-1950
Tras un periodo de adaptación a la nueva situación política y a la nueva era establecida, a partir de 1941 el fútbol sénior en Santa Cruz de La Palma parece tomar forma. Surgen nuevos clubes, como el potente Club Deportivo Español, mientras otros tradicionales adquieren o permutan sus nombres, incluso colores, como ocurre con la Sociedad Deportiva Tenisca que vestirá de blanco dejando atrás los colores azulgranas o con los rojinegros, quienes ahora se inscriben como Club Deportivo Mensajero tras reorganizarse el 30 de enero de 1942 con Fernando Leopold García en la presidencia. Nace el Club Deportivo La Palma, reapareciendo años después el Atlético Club Palma, quien fuera anteriormente Palma C. A. hasta su desaparición hacia 1931.
En la temporada 1941-42, disputada íntegramente en 1942 una vez restablecida la Liga Insular, será vencedor el C. D. Español, sustituyendo en septiembre Manuel Rodríguez a Fernando Leopold al frente de la entidad en un acto en el que Silvestre Carrillo, gran benefactor de la entidad, es nombrado presidente de honor. Llegan más cambios y Francisco Cabrera es nombrado presidente, aunque por poco tiempo pues en octubre de 1943 Silvestre Carrillo toma el mando. Durante este periodo el C. D. Mensajero crea un equipo “B” o reserva y amplía sus secciones deportivas, incluyendo baloncesto, natación y ajedrez a las que en 1945 se sumará la de boxeo.
En los años sucesivos el C. D. Mensajero añade a su currículo alguna Copa Insular y Campeonato Local, desapareciendo en 1947 el C. D. Español y surgiendo casi, de inmediato, el C. D. Juventud. En la campaña 1948-49 se reinstaura la Liga Insular tras tres ediciones sin ejecutarse, coincidiendo con la erupción del volcán San Juan, fenómeno que interrumpe el torneo. En la sesión 1949-50 los clubes del poniente de la isla no compiten en la Liga Insular, bajando considerablemente el taquillaje.

### Periodo 1950-1960
La carestía de las fichas y una incipiente profesionalización provocan que algunos clubes desaparezcan durante unos años. La Liga Insular deja de jugarse y tan solo los torneos y partidos amistosos hacen que la llama siga viva. En la campaña 1951-52 parece que se supera la crisis y el C. D. La Palma vuelve a competir. En cuanto a los rojinegros, después de varios torneos amistosos, conquistan la Liga Insular de la campaña 1952-53. Surge el C. D. Manzanares, entidad que jugará en el Campeonato de Adheridos.
En la edición 1953-54, la Federación Tinerfeña comunica a los clubes que compiten habitualmente en la Liga Insular y etiquetados como de Segunda Regional, que los cuatro primeros clasificados accederán a Primera Regional. El C. D. Mensajero, segundo tras el Club Atlético Paso, es uno de los beneficiados junto a C. D. Tanausú y S. D. Tenisca. En esta categoría será cuarto y colista en la campaña 1954-55 y segundo en la 1955-56. La temporada 1956-57 es aciaga; el 2 de diciembre de 1956 en un desplazamiento hacia El Paso fallecen el conductor del autobús y el masajista resultando heridos varios jugadores. Todavía no repuestos del drama, el 5 de agosto de 1957 fallece también en accidente de tráfico el presidente Emilio Rodríguez, en el cargo desde el 26 de mayo de 1956 en la primera elección democrática tras la guerra.
En la campaña 1957-58 conquista la Liga Insular, al igual que sucede en la 1958-59, consiguiéndose en 1959 que el primer clasificado del grupo palmero pueda promocionar ante el tercer clasificado de Tenerife y así tener la opción de competir en el Campeonato Inter-Regional canario.

### Periodo 1960-1970
El cambio de década trae novedades. Para empezar los rojinegros son campeones de la edición 60-61, accediendo directamente al Inter-Regional donde son cuartos entre clubes tinerfeños y grancanarios. En 1961 la U. D. La Palma, entidad constituida en 1953, cambia a Racing La Palma, reclamando los clubes de La Palma a la Federación Tinerfeña poder competir junto a los de Tenerife con los que comparten un nivel similar, petición que es aceptada en noviembre de 1962.
En la temporada 1962-63, tras ser primero en el Insular, participa en el Inter-Regional, siendo sexto de un total de ocho participantes. En 1963 se establece el Campeonato Provincial de Primera Categoría tinerfeño, estrenándose los rojinegros en la temporada inicial 63-64 con buen resultado, para ser octavos en la 64-65, quintos en las ediciones 1965-66 y 1966-67.
En 1968 la S. D. Tenisca se queda bajo arrendamiento el Campo de Bajamar, unas instalaciones regidas por la Sociedad Bajamar Club, entidad perteneciente al Real Nuevo Club Náutico de La Palma, constituido en 1904, iniciándose rencillas entre merengues y rojinegros a la hora de realizar los entrenamientos. Sin campo propio, la vida deportiva del C. D. Mensajero se complica y la necesidad de construir un campo propio se vuelve irrenunciable. Deportivamente la Primera Regional sigue siendo su techo, quedando sexto en la campaña 1968-69 y en idéntico puesto en la 1969-70.

### Periodo 1970-1980
La década de los setenta empieza con la plantilla en Primera Regional, siendo subcampeón en la campaña 1970-71 lo cual le permite acceder al Inter-Regional donde es quinto. En la edición 1971-72 será sexto en Liga, quedando la disputa del Inter-Regional fuera de su alcance. El C. D. Mensajero, presidido por Pedro Ramos, hace avances en la gestión por la compra de terrenos para la construcción de su estadio, adquiriendo la denominada finca Quinta Verde, situada en el Barranco de Dolores, por dos millones de pesetas. El presupuesto del club se resiente con el gasto y la plantilla también, siendo sexto en el campeonato 1972-73.
En la temporada 1973-74 es quinto en Liga, pasando según las nuevas normas al Inter-Regional donde no hace un buen papel. El club atraviesa malos momentos deportivos por los gastos ocasionados, estando a punto de perder la categoría en la campaña 1974-75, trágico final que no se puede evitar en la 1975-76 cuando se desciende a Primera Insular. Mientras tanto las obras del nuevo estadio transcurren en marcha. En febrero de 1977 Jaime Lugo Rodríguez releva a Ramón Ramos, terminando segundos en Liga tras el C. D. Puerto, lo que les vale el ascenso a Primera Regional tras dos temporadas de ausencia. El ansiado campo de deportes se estrena al fin el 17 de diciembre de 1977 en un partido donde se enfrentan los dos equipos infantiles del club, recinto que será bautizado como Silvestre Carrillo.
El regreso a Primera Regional no es placentero y la primera plantilla rojinegra es decimosegunda en la edición 1978-79. Es la primera campaña completa en el Silvestre Carrillo y tras la decepción clasificatoria se incorporan nuevos jugadores para intentar dar un salto cualitativo. La campaña 1979-80 es exitosa, puesto que se consigue el primer puesto del torneo accediendo directamente a Regional Preferente, un sueño que desde hace tiempo se perseguía. Finalmente, la reestructuración de la Tercera División con la creación de un grupo exclusivo para los clubes canarios, el XII, provoca que los diez primeros clasificados de Primera Regional accedan a esta categoría.

### Periodo 1980-1990
En la temporada 1980-81, bajo la dirección de Francisco Duque, consigue ascender a Categoría Nacional por primera vez en su historia. Se trata de su segundo ascenso consecutivo y no es fácil. En el torneo de Regional Preferente es segundo tras el C. D. Unión Tejina, debiendo promocionar ante el Estrella C. F., club de la localidad de Sardina del Sur perteneciente al municipio de Santa Lucía de Tirajana; 3-0 en el Silvestre Carrillo y nueva victoria por 1-2 a domicilio le permiten el pase. El estreno en Tercera División de la campaña 1981-82 dentro del recién creado grupo canario de la categoría no es positivo desde el punto de vista deportivo y, sin apenas obtener puntos fuera de casa, acaba finalizando decimoctavo con el consiguiente descenso a Regional Preferente.
Tras una campaña en esta categoría, al término de la temporada 1982-83 vuelve a ascender a Tercera División después de ser segundo precedido por la U. D. Icodense, debiéndose disputar su plaza en Categoría Nacional con el subcampeón grancanario, el Arucas C. F.; 1-2 en la ida y victoria en casa por 4-0. . Con este ascenso se inicia la etapa más importante del club rojinegro, pues va a permanecer durante un largo tiempo en Tercera División e incluso tiempo tendrá para ascender a Segunda División B, una categoría inimaginable años antes.
En la temporada 1983-84, con José Ramón “Moncho” Lamelo, es subcampeón del Grupo XII canario a cuatro puntos de la U. D. Güímar, cosechando tan solo cuatro derrotas todas ellas a domicilio. Este puesto le permite entrar en la Promoción de Ascenso a Segunda División B, siendo eliminado en Primera Ronda por el Pontevedra C. F., 1-2 en casa y 5-0 en la capital gallega. En la edición 84-85 se proclama Campeón de Tercera División por primera vez desde su constitución, obteniendo veintidós victorias y solo dos derrotas. Son los tiempos de José Luis Ramos Pérez en la presidencia y Rosendo Hernández en el banquillo. La plantilla rojinegra afronta con ilusión el ascenso a Segunda División B, pero nuevamente se cae eliminado en Primera Ronda, en esa ocasión frente a la U.P. Plasencia; 0 -1 en casa y derrota 2-0 en la ciudad cacereña.
El objetivo rojinegro es ascender al tercer nivel nacional, objetivo que se complica en las temporadas siguientes aunque no se anda muy lejos de los primeros puestos. En la campaña 1985-86 será tercero, mientras en la 1986-87 es quinto, coincidiendo que en enero de 1987 se cierra definitivamente el Campo de Bajamar, un recinto deportivo histórico en la vida de muchos clubes de Santa Cruz de La Palma y en el de sus aficionados. En la edición 1987-88 logra el sexto puesto, accediendo en 1988 a la presidencia Francisco Pérez San Luis mientras entrenador es Laureano Ramos “Nené”. Tras el séptimo puesto de la campaña 1988-89, en la 1989-90 se baja la intensidad y se concluye decimosegundo.

### Periodo 1990-2000
En la década de los noventa se empieza fuerte con Elías Rodríguez Remón en la presidencia, siendo subcampeón en la campaña 1990-91 con Nerio Hernández en el banquillo tras la U. D. Realejos. En el nuevo sistema de Liguilla de Ascenso a Segunda División B donde en su grupo sólo participan canarios, cede varios empates y finaliza tercero tras C. D. Maspalomas y U. D. Realejos, siendo colista el C. D. Corralejo. En la siguiente temporada, 91-92, acaba igualmente subcampeón, en esta ocasión tras la U. D. Las Palmas "B", pero ahora sí cumple en la Liguilla y consigue ascender a Segunda División B sobrepasando a U. D. Orotava, U. D. Gáldar y U. D. Las Palmas "B", un éxito rotundo para un club humilde que premia una labor mantenida durante años de duro trabajo.
Bajo la presidencia de Juan José González Vilanova, en la temporada 1992-93 se estrena en Segunda División B, el tercer nivel nacional, contando con el preparador José Antonio Fernández con quien se finaliza en undécimo puesto manteniendo el tipo de forma apurada dentro de un grupo donde compiten clubes canarios, andaluces, extremeños y melillenses, siendo la primera ocasión en la que los rojinegros abandonan el archipiélago para competir en Liga. En la campaña 1993-94 el campeonato es más holgado y finaliza noveno sin problemas, aunque el técnico José Ramón Fuertes es sustituido por Manolo Acosta. Previamente, en plena pretemporada, los rojinegros se enfrentan en el Silvestre Carrillo a dos clubes históricos sudamericanos de gira, el brasileño Botafogo F. R., de Río de Janeiro, con el que se pierde 1-2 y el argentino Club Atlético Rosario Central, con victoria local por 1-0.
En la edición 1994-95 realiza un campeonato excepcional guiado por la dirección del entrenador Pacuco Rosales y es subcampeón de grupo, a tan solo dos puntos del líder Racing Club Ferrol. Esta plaza le permite disputar la Fase de Ascenso a Segunda División, verdadero hito en la historia del club, mostrándose muy fuerte en casa pero extremadamente débil fuera de ella, perdiendo el ascenso por este motivo. Al final es último superado por pocos puntos por el Sestao S. C., Córdoba C. F. y C. D. Castellón. En la campaña 1995-96 con José Pérez García en el banquillo se pretende acceder a la Promoción, pero se termina séptimo, mientras en la 1996-97, con Toni Cruz como preparador se es octavo.
En la temporada 1997-98 Luis García Martín accede a la presidencia, cargo que mantendrá hasta 2004, tomando el banquillo Martín Marrero con quien el C. D. Mensajero atraviesa numerosos problemas deportivos y a punto esta de bajar directamente a Tercera División, salvándose apuradamente al ser decimosexto. Esta plaza le obliga a disputar una Fase de Permanencia en la que es eliminado en Primera Ronda por el C. D. Motril, empate 0-0 en casa y derrota por 2-1 en la ciudad granadina, ganando la Final ante el Zamora C. F. al empatar 2-2 en la ida y 0-0 en casa en partidos dramáticos. En la sesión 1998-99 cambia de Grupo pasando del III, terrorífico para sus intereses, al I y realiza una buena campaña que le lleva a ser sexto clasificado con José Antonio Fernández de nuevo en el banquillo.
En la edición 1999-00 José Manuel Arévalo es el entrenador, mejorando su rendimiento y terminando cuarto en un torneo donde se juega como local en el Estadio Insular de Miraflores -actual Rosendo Hernández- al estar el Silvestre Carrillo en obras de remodelación. En la Fase de Ascenso a Segunda División solo es capaz de conseguir un punto, quedando último superado por Real Murcia C. F., Granada C. F. y Burgos C. F.

### Periodo 2000-2010
El nuevo siglo se empieza continuando jugando en el Estadio Insular de Miraflores, obra del Cabildo de La Palma, repitiendo Arévalo en el banquillo con quien se concluye décimo. En la temporada 2001-02 el campo oficial sigue siendo el de Miraflores, aunque también se juega algún encuentro en el Municipal de Aceró de la vecina localidad de Los Llanos de Aridane, siendo que el presupuesto del club rojinegro disminuye considerablemente y la plantilla se resiente. Manolo Acosta toma el mando, pero pronto es relevado por José Ramón Arteche con quien se avanza poco, regresando Acosta con quien se termina último con tan solo seis victorias y un pobre balance fuera de casa. Con este campeonato termina un ciclo de diez temporadas consecutivas en la división de bronce nacional.
Con el descenso a Tercera y pérdida de categoría se inicia un nuevo periodo para el conjunto rojinegro, el cual desprendido de su potencial deportivo anterior y consiguiente descenso de ingresos económicos, se ve abocado a sobrevivir y aguantar la categoría como sea. Ya desde el principio, temporada 2002-03, muestra su debilidad finalizando undécimo con Falo Martín en el banquillo, salvando la categoría con muchos apuros en la siguiente edición 2003-04 donde se pasa pánico por no descender a Regional Preferente al finalizar decimosexto.
En la temporada 2004-05 se ocupa el decimoprimero puesto aunque se pasan muy malos momentos viendo de reojo las últimas plazas de la clasificación, viéndose al menos cómo las obras del remodelado Estadio Silvestre Carrillo avanzan al montar el Cabildo insular césped artificial en un campo de deportes muy genuino que presenta una arquitectura y ubicación muy especial. La edición 2005-06 se inicia sin Juan Fidalgo en el banquillo, ocupándose José Antonio Fernández del mismo quien será relevado por Manolo Acosta en febrero por los malos resultados. Al final no se puede hacer nada y se desciende a Regional Preferente tras ser decimonoveno.
El C. D. Mensajero afronta la campaña 2006-07 con el claro objetivo de regresar a Categoría Nacional, siendo esquivos los resultados por cuanto no se consigue. Sin embargo no todo son penas y al menos, desde el 15 de enero de 2007, se vuelve a jugar en el Estadio Silvestre Carrillo, recinto que nada tiene que ver con el anterior por su nueva fisonomía. En la edición 2007-08 Javier Vales toma las riendas concluyendo segundo en Liga tras la U. D. Realejos, accediendo a una Promoción de Ascenso a Tercera División en la que ha de enfrentarse al C. D. Arguineguín; 3-1 en casa y 0-1 le valen el retorno.
De nuevo en el Grupo XII canario, la campaña 2008-09 se afronta con Javier Vales siendo muy positiva pues se es cuarto en un torneo complicado. Este puesto le permite promocionar para tratar de ascender a Segunda División B, enfrentándose al Amurrio Club en Cuartos ante el cual sucumbe; 1-1 en casa y derrota por 3-0 en la localidad alavesa. La primera década del nuevo siglo se cierra con el quinto puesto en la temporada 2009-10, quedando la Promoción a dos puntos.

### Periodo 2010-2020
La nueva década se estrena con una discreta decimotercera posición que no complace demasiado a la afición después de lo realizado en la campaña anterior donde estuvo en las plazas de arriba durante todo el torneo, puesto que se repite en la temporada 2011-12 con León Gómez Morales como entrenador. En la edición 2012-13 se incorpora el entrenador Fabián Rivero, escalándose posiciones en la tabla clasificatoria al ser quinto, con opciones de colarse en la Promoción que finalmente se desvanecen. El buen puesto logrado en el torneo anterior hace que se confíe nuevamente en Rivero, consiguiendo ahora sí poder promocionar al ser tercero en Liga tras Club Atlético Granadilla y C. D. Marino, además de ceder tan solo cinco derrotas. Clasificado para Cuartos consigue eliminar al Deportivo Rayo Cantabria; 0-2 en Santander y 2-0 en casa, protagonizando una espectacular Semifinal frente al Atlético Astorga F. C. en donde cada equipo da lo mejor de sí mismo en casa, lo peor a domicilio y la suerte acaba favoreciendo a los burgaleses tras quedar 4-0 en casa, perder los rojinegros en la localidad leonesa por 4-0 y resolverse todo desde el punto de penalti donde yerran los canarios.
En la temporada 2014-15, siendo presidente Víctor Francisco Herrera, se contrata al entrenador Miguel Cid con quien se consigue el Campeonato canario de Tercera División por segunda vez en su historia aventajando a sus rivales en varios puntos. En la Promoción de Ascenso tienen como rival en la Eliminatoria de Campeones al Pontevedra C. F., primer clasificado del Grupo I gallego, imponiéndose los rojinegros en casa 1-0 mientras en la capital gallega pierden por 1-0 dentro del tiempo reglamentario. Terminada la prórroga con idéntico resultado, se consigue el ascenso directo a Segunda División B tras marcar cuatro tantos los rojinegros por tres los granates, iniciándose una nueva etapa en la categoría de bronce.

### Periodo 2020-actualidad
En la temporada 2020-21 se proclamó campeón del Grupo B de la Tercera División Canaria (provincia de Santa Cruz de Tenerife). Ese puesto le dio derecho a jugar la primera fase de la liga de ascenso a la nueva Segunda División RFEF. Faltando dos jornadas para acabar la liga de ascenso, el CD Mensajero se proclamó campeón de Canarias y consiguió el ascenso directo a la 2.ª RFEF. Perdió la categoría la siguiente temporada para, en la 2022-23, proclamarse campeón del grupo XII de la Tercera Federación y volver a ascender a Segunda Federación, acumulando su cuarto ascenso a categoría nacional.

## Vestimenta
- Local: camiseta roja, pantalón negro y medias negras.
- Visitante: camiseta amarilla, pantalón amarillo y medias amarillas.

## Himno
En lucha reñida, de nobleza llena

con alma serena y gran corazón

luchando en la arena, de campo palmero

logró el mensajero llegar a campeón

El equipo rojo, jura defenderla

pues ella es su perla, su rico florón

y sabrá guardarla, luchando por ella

y será la estrella que guíe al campeón

Cantemos victoria, rindiéndole honores

cantemos la gloria del gran vencedor

campeón de La Palma, equipo palmero

gritar con el alma, ¡¡¡¡VIVA EL MENSAJERO!!!!

Cantemos victoria, rindiéndole honores

cantemos la gloria del gran vencedor

campeón de La Palma, equipo palmero

## Temporada a temporada
| Temporada | División       | Pos. | Ptos. | P.J. | P.G. | P.E. | P.P. | G.F. | G.C. | Copa del Rey |
| --------- | -------------- | ---- | ----- | ---- | ---- | ---- | ---- | ---- | ---- | ------------ |
| 1975-76   | Preferente     | 12.º | 10    | 22   | 3    | 4    | 15   | 11   | 41   |              |
| 1976-77   | 1.ª Regional   | 12.º |       |      |      |      |      |      |      |              |
| 1977-78   | 2.ª Regional   | 2.º  |       |      |      |      |      |      |      |              |
| 1978-79   | 1.ª Regional   | 12.º |       |      |      |      |      |      |      |              |
| 1979-80   | 1.ª Regional   | 1.º  |       |      |      |      |      |      |      |              |
| 1980-81   | Preferente     | 2.º  | 40    | 30   | 18   | 4    | 8    | 79   | 33   |              |
| 1981-82   | 3.ª División   | 18.º | 33    | 38   | 15   | 3    | 20   | 44   | 49   |              |
| 1982-83   | Preferente     | 2.º  | 45    | 30   | 20   | 5    | 5    | 75   | 22   |              |
| 1983-84   | 3.ª División   | 2.º  | 56*   | 38   | 25   | 8    | 5    | 76   | 17   |              |
| 1984-85   | 3.ª División   | 1.º  | 58    | 38   | 22   | 14   | 2    | 67   | 16   |              |
| 1985-86   | 3.ª División   | 3.º  | 53    | 40   | 21   | 11   | 8    | 67   | 32   |              |
| 1986-87   | 3.ª División   | 5.º  | 45    | 38   | 19   | 7    | 12   | 61   | 38   |              |
| 1987-88   | 3.ª División   | 6.º  | 40    | 38   | 15   | 10   | 13   | 51   | 57   |              |
| 1988-89   | 3.ª División   | 7.º  | 48    | 44   | 18   | 12   | 14   | 70   | 55   |              |
| 1989-90   | 3.ª División   | 12.º | 38    | 38   | 14   | 10   | 14   | 63   | 50   |              |
| 1990-91   | 3.ª División   | 2.º  | 52    | 38   | 22   | 8    | 8    | 49   | 21   |              |
| 1991-92   | 3.ª División   | 2.º  | 51    | 38   | 23   | 5    | 10   | 67   | 30   | 3.ª Ronda    |
| 1992-93   | 2.ª División B | 11.º | 34    | 36   | 12   | 10   | 14   | 48   | 52   |              |
| 1993-94   | 2.ª División B | 9.º  | 41    | 38   | 17   | 7    | 14   | 46   | 32   | 3.ª Ronda    |
| 1994-95   | 2.ª División B | 2.º  | 52    | 38   | 22   | 8    | 8    | 69   | 42   | 3.ª Ronda    |
| 1995-96   | 2.ª División B | 7.º  | 57    | 38   | 15   | 12   | 11   | 51   | 47   | 1.ª Ronda    |
| 1996-97   | 2.ª División B | 8.º  | 54    | 38   | 13   | 15   | 10   | 45   | 43   | 1.ª Ronda    |
| 1997-98   | 2.ª División B | 16.º | 46    | 38   | 12   | 10   | 16   | 45   | 63   |              |
| 1998-99   | 2.ª División B | 6.º  | 56    | 38   | 16   | 8    | 14   | 48   | 40   |              |
| 1999-00   | 2.ª División B | 4.º  | 66    | 38   | 19   | 9    | 10   | 53   | 35   |              |
| 2000-01   | 2.ª División B | 10.º | 49    | 38   | 12   | 13   | 13   | 40   | 44   | 1.ª Ronda    |
| 2001-02   | 2.ª División B | 20.º | 25    | 38   | 6    | 7    | 25   | 30   | 67   |              |
| 2002-03   | 3.ª División   | 11.º | 53    | 40   | 14   | 11   | 15   | 58   | 62   |              |
| 2003-04   | 3.ª División   | 16.º | 46    | 38   | 12   | 10   | 16   | 40   | 49   |              |
| 2004-05   | 3.ª División   | 11.º | 50    | 38   | 12   | 14   | 12   | 37   | 47   |              |
| 2005-06   | 3.ª División   | 19.º | 36    | 38   | 8    | 12   | 18   | 38   | 53   |              |
| 2006-07   | Preferente     | 8.º  | 55    | 38   | 16   | 7    | 15   | 52   | 40   |              |
| 2007-08   | Preferente     | 2.º  | 81    | 38   | 23   | 12   | 3    | 82   | 39   |              |
| 2008-09   | 3.ª División   | 4.º  | 66    | 38   | 20   | 6    | 12   | 48   | 33   |              |
| 2009-10   | 3.ª División   | 5.º  | 68    | 41   | 17   | 17   | 7    | 59   | 36   |              |
| 2010-11   | 3.ª División   | 13.º | 50    | 40   | 14   | 8    | 18   | 62   | 62   |              |
| 2011-12   | 3.ª División   | 13.º | 45    | 38   | 13   | 6    | 19   | 54   | 63   |              |
| 2012-13   | 3.ª División   | 5.º  | 74    | 38   | 22   | 8    | 8    | 80   | 37   |              |
| 2013-14   | 3.ª División   | 3.º  | 77    | 38   | 22   | 11   | 5    | 57   | 18   |              |
| 2014-15   | 3.ª División   | 1.º  | 71    | 38   | 20   | 11   | 7    | 61   | 35   |              |
| 2015-16   | 2.ª División B | 13.º | 44    | 38   | 12   | 8    | 18   | 37   | 47   | 2.ª Ronda    |
| 2016-17   | 2.ª División B | 17.º | 46    | 38   | 10   | 16   | 12   | 40   | 47   |              |
| 2017-18   | 3.ª División   | 2.º  | 79    | 40   | 24   | 7    | 9    | 77   | 36   |              |
| 2018-19   | 3.ª División   | 2.º  | 64    | 38   | 61   | 38   | 18   | 10   | 10   | 1.ª ronda    |
| 2019-20   | 3.ª División   | 12.º | 34    | 27   | 51   | 51   | 9    | 7    | 11   | 1.ª ronda    |
| 2020-21   | 3.ª División   | 1.º  | 40    | 20   | 28   | 17   | 12   | 4    | 4    |              |
| 2021-22   | 2.ª RFEF       | 14.º | 35    | 38   | 35   | 47   | 7    | 14   | 13   | 1.ª ronda    |
| 2022-23   | 3.ª Federación | 1.º  | 58    | 30   | 18   | 4    | 8    | 53   | 36   |              |
| 2023-24   | 2.ª Federación | 17º  | 25    | 34   | 5    | 10   | 19   | 28   | 58   | 1ªRonda      |

- Figura con dos puntos menos por sanción federativa.

## Datos del club
Actualizado hasta la temporada 2008-09.
- Temporadas en Segunda División: 0.
- Temporadas en Segunda División B: 12.
  - Mejor puesto en liga: 2.º (1994-95).
  - Peor puesto en liga: 20.º (2001-02).
  - Partidos jugados en liga: 378.
  - Puntos conseguidos en liga: 480.
  - Partidos ganados en liga: 144.
  - Partidos empatados en liga: 99.
  - Partidos perdidos en liga: 135.
  - Goles a favor en liga: 475.
  - Goles en contra en liga: 465.
  - Clasificación histórica en Segunda División B:
    - Por número de temporadas: 80.º (3.º de Canarias).
    - Por número de puntos: 73.º (3.º de Canarias).

  - Mayor goleada conseguida:
    - En casa: C. D. Mensajero 7-0 Caudal (1999-00).
    - Fuera: Sporting de Gijón B 1-5 C. D. Mensajero (1999-00).

  - Mayor goleada encajada:
    - En casa: C. D. Mensajero 0-6 Hércules C. F. (2001-02).
    - Fuera: C. F. Gavà 7-1 C. D. Mensajero (1997-98).
- Promociones de ascenso a Segunda División jugadas: 2 (1994-95, 1999-00).
- Promociones de ascenso a Segunda División conseguidas: 0.
- Temporadas en Tercera División: 22.
  - Mejor puesto en liga: 1.º (1984-85).
  - Peor puesto en liga: 19.º (2005-06).
  - Partidos jugados en liga: 580.
  - Puntos conseguidos en liga: 725.
  - Partidos ganados en liga: 259.
  - Partidos empatados en liga: 143.
  - Partidos perdidos en liga: 178.
  - Goles a favor en liga: 836.
  - Goles en contra en liga: 609.
  - Clasificación histórica en Tercera División:
    - Por número de temporadas: 338.º (11.º de Canarias).
    - Por número de puntos: 290.º (12.º de Canarias).

  - Mayor goleada conseguida:
    - En casa: C. D. Mensajero 7-0 Tamaraceite (1983-84) y C. D. Mensajero 7-0 Águilas (1989-90).
    - Fuera: Tamaraceite 0-5 C. D. Mensajero (1983-84).

  - Mayor goleada encajada:
    - En casa: C. D. Mensajero 1-5 C. D. Teguise (2002-03).
    - Fuera: Unión Marina 6-0 C. D. Mensajero (1987-88) y U.D.Las Zocas 6-0 C. D. Mensajero (2004-05).
- Promociones de ascenso a Segunda División B jugadas: 5 (1983-84, 1984-85, 1990-91, 1991-92 y 2008-09).
- Promociones de ascenso a Segunda División B conseguidas: 1 (1991-92).
- Participaciones en la Copa del Rey: 7 (1991-92, 1993-94, 1994-95, 1995-96, 1996-97, 2000-01 y 2015-16).

## Palmarés

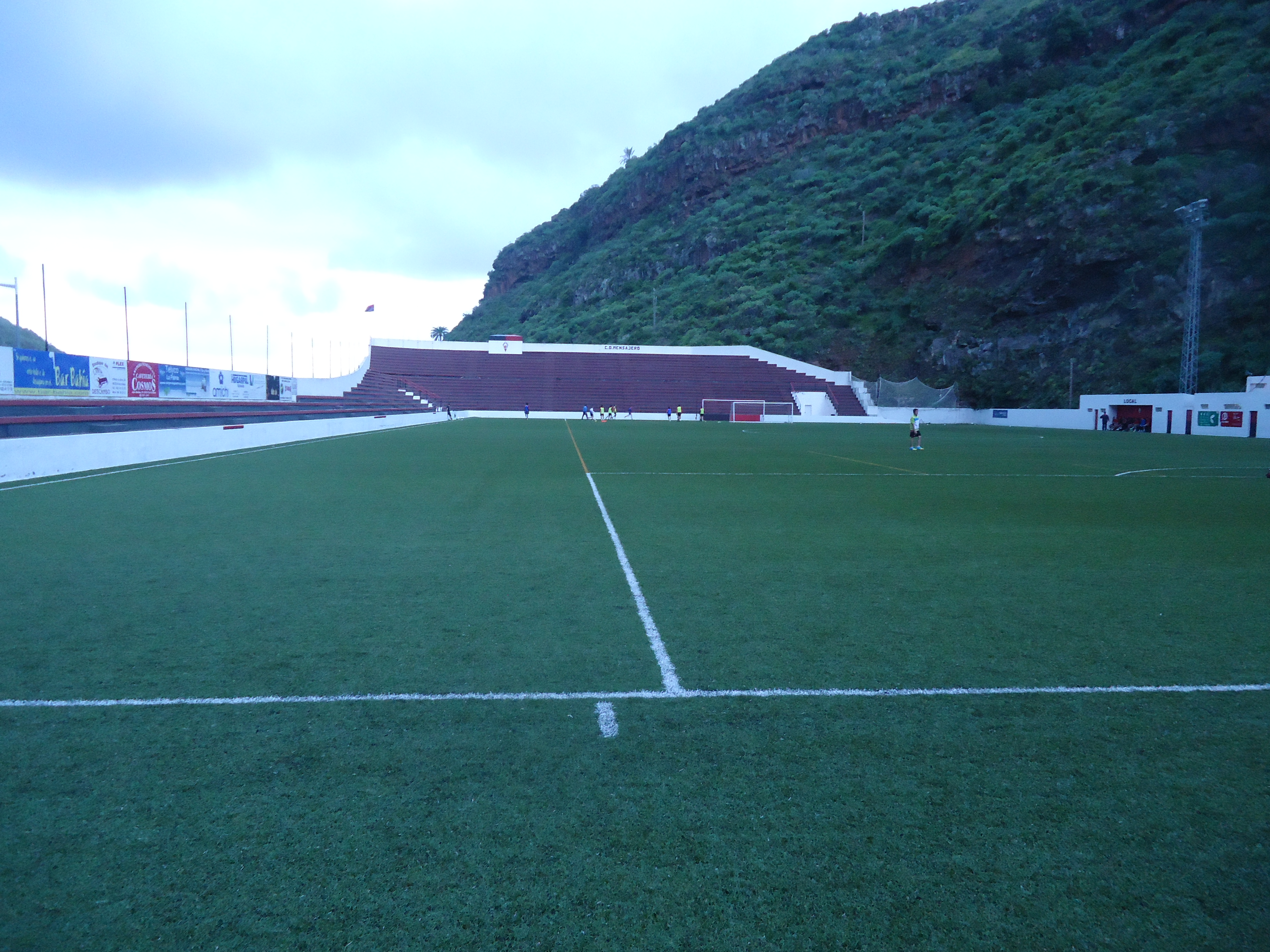
Estadio Silvestre Carrillo.

- Subcampeón de la Segunda División B de España: 1994-95 (Gr. I).
- Tercera División de España (Grupo XII) (2): 1984-85, 2014-15.
  - Subcampeonatos (5): 1983-84, 1990-91, 1991-92, 2017-18, 2018-19.
- Copa Heliodoro Rodríguez López (6): 1982-83, 2006-07, 2012-13, 2013-14, 2017-18, 2018-19.[6]
  - Subcampeón de la Copa Heliodoro Rodríguez López (1): 2014-15.
- Subcampeonatos de Preferente de Tenerife (3): 1980-81, 1982-83, 2007-08.
- Primera Interinsular-Tenerife (1): 1979-80.
- Subcampeonato de Segunda Interinsular-Tenerife (1): 1977-78.

### Trofeos amistosos
- Torneo de San Ginés: (1) 1981.

## El derbi de La Palma
El derbi palmero contra la Sociedad Deportiva Tenisca se remonta a 1924 cuando se enfrentaron por primera vez. Desde esta fecha se han ido enfrentado en categorías regionales con intensa rivalidad hasta el ascenso a categoría nacional.

### Derbis en categoría nacional
| Temporada | Casa | Fuera |
| --------- | ---- | ----- |
| 1981-82   | 1-1  | 2-1   |
| 1983-84   | 1-1  | 1-1   |
| 1984-85   | 1-1  | 1-1   |
| 1985-86   | 0-0  | 0-0   |
| 1986-87   | 1-0  | 0-0   |
| 1987-88   | 0-0  | 2-1   |
| 1988-89   | 1-0  | 0-0   |
| 1989-90   | 1-0  | 0-0   |
| 1990-91   | 2-0  | 1-0   |
| 1991-92   | 1-1  | 0-2   |
| 2002-03   | 0-2  | 0-0   |
| 2003-04   | 1-2  | 0-1   |
| 2004-05   | 0-4  | 0-0   |
| 2005-06   | 0-0  | 2-2   |
| 2008-09   | 1-2  | 1-0   |
| 2009-10   | 1-2  | 2-3   |
| 2010-11   | 3-1  | 2-1   |
| 2011-12   | 2-3  | 2-1   |
| 2012-13   | 2-2  | 0-3   |
| 2013-14   | 0-0  | 1-1   |
| 2014-15   | 0-0  | 0-0   |
| 2016-17   | 2-1  | 1-2   |
| 2017-18   | 2-1  | 1-2   |
| 2018-19   | 2-1  | 0-0   |
| 2019-20   | 1-2  | -     |

| Equipo          | Victorias | Empates | Derrotas | Goles a Favor | Goles en Contra |
| --------------- | --------- | ------- | -------- | ------------- | --------------- |
| C. D. Mensajero | 12        | 22      | 13       | 44            | 44              |
| S. D. Tenisca   | 13        | 22      | 12       | 44            | 44              |

## Sección de baloncesto
La entidad cuenta con un club de baloncesto, compitiendo actualmente en las divisiones inferiores del baloncesto nacional.